# Prêt-à-porter

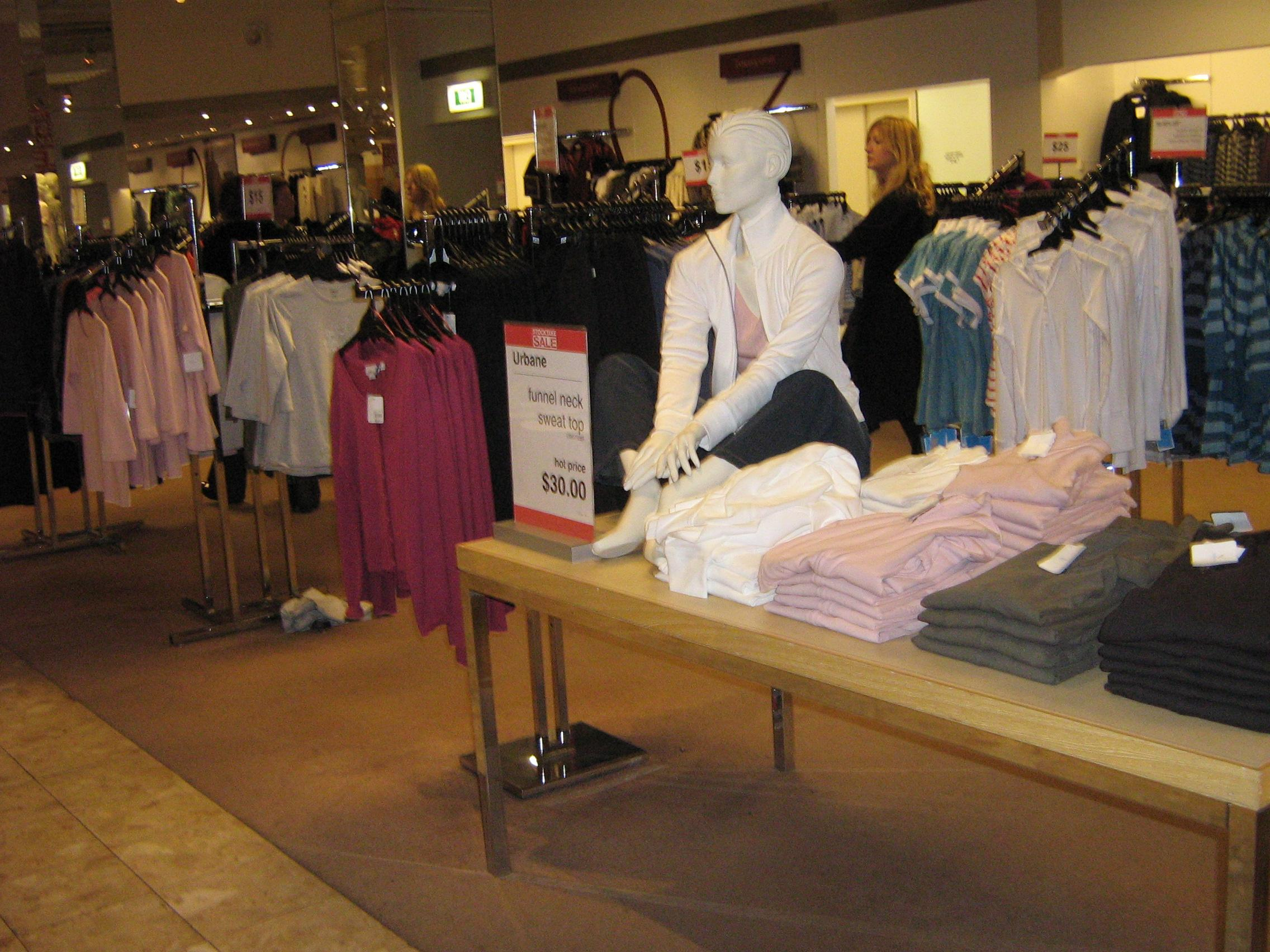
Veşmintele prêt-à-porter într-un magazin.

Prêt-à-porter (din franceză gata-de-purtat, uneori se folosește și termenul englez ready-to-wear) este un termen care desemnează hainele produse în fabrici și vândute în stare desăvârșită și talii standarizate în magazine.
În modă, croitoria personalizată și haute couture sunt concepte contradictorii cu prêt-à-porter. Deși termenul este folosit cel mai adesea pentru a face referire la casele de modă care produc liniile de veșminte prêt-à-porter disponibile în magazine, poate fi aplicat tuturor întreprinderilor care pun în vânzare haine în mod obișnuit.